# Глинн (станция)
Глинн — железнодорожная станция, открытая 1 января 1864 года и обеспечивающая транспортной связью одноимённую деревню в графстве Антрим, Северная Ирландия. В 1933 году на станции прекращено формирование товарных составов.